# Dry (film)
Pour les articles homonymes, voir Dry.
Pour plus de détails, voir Fiche technique et Distribution.
Dry est un film  dramatique britannico-̈nigérian réalisé par Stephanie Okereke Linus, sorti en 2015. 
Le sujet du film, qui a pour principaux interprètes Stephanie Okereke Linus, Liz Benson, William McNamara, Darwin Shaw et Paul Sambo est la fistule obstétricale et le mariage des filles trop jeunes. 
Il raconte l'histoire d'une adolescente de treize ans, Halima (Zubaida Ibrahim Fagge) que ses parents, pauvres et sans instruction, marient à Sani (Tijjani Faraga) , un homme de 60 ans, qui ne cesse de la violer. Halima est enceinte et souffre de fistule vésico-vaginale après son accouchement ; elle est alors abandonnée par son mari et victime de discrimination dans la société. Zara (Stephanie Okereke), une femme-médecin qui elle aussi a connu  une enfance horrible, rencontre Halima ; elle essaie de l'aider à sortir sa situation et aussi de sauver d'autres jeunes femmes qui se trouvent dans des cas analogues.
Le 20 juillet 2013, un teaser pour le film est sorti pour répondre à la controverse en cours au Nigeria sur le mariage des enfants en ce moment.

## Fiche technique
- Titre français : Dry
- Réalisation : Stephanie Okereke Linus
- Scénario : Stephanie Okereke Linus
- Photographie : Angel Barroeta
- Montage : Jane Lawalata
- Musique originale : Lisbeth Scott
- Direction artistique : Myette Godwyn, Gabriel Okorie
- Costumes : Uche Nancy
- Producteur : Stephanie Okereke Linus, Jane Lawalata, Murtza Ali Ghaznavi
- Société de production : Next Page Productions
- Société de distribution: Silverbird Film Distribution
- Format : Couleur
- Pays d'origine :  Nigeria |  Royaume-Uni
- Genre : Film dramatique
- Durée : 107 minutes (1 h 47)
- Dates de sortie : 
  -  Nigeria : 14 août 2015
  -  États-Unis : 9 novembre 2015

## Distribution
- Stephanie Okereke Linus : Dr Zara
- William McNamara : Dr Brown
- Darwin Shaw : Dr Alex
- Liz Benson : Matron
- Olu Jacobs